# SimCity Creator
Pour le jeu Nintendo DS, voir SimCity DS 2.
SimCity Creator est un jeu vidéo de la série Sim créée par Electronic Arts. Il est sorti sur Wii en septembre 2008.

## Système de jeu

### Généralités
SimCity Creator reprend la formule de SimCity, qui donne la possibilité aux joueurs de gérer une ville et d'y placer des bâtiments résidentiels, commerciaux et industrielles. Les joueurs peuvent également placer des bâtiments supplémentaires comme des postes de police, des hôpitaux, des ports ou des stades. Les joueurs sont en mesure de personnaliser le look de leurs bâtiments, en choisissant parmi plusieurs thèmes de la ville comme le style égyptien, romain, japonais, européen, Las Vegas, et avenir proche. Les styles sont associés à des bandes-sons correspondantes. Les joueurs ont la possibilité de faire un tour de leur ville, rendus dans des graphismes en 3D, dans un hélicoptère ou dans un avion. Le joueur peut construire un aéroport mais les voitures de tourisme ne peuvent pas être déverrouillé. 
Profitant de l'ergonomie de la Wii, la fonction pointeur de la Wiimote est utilisée pour dessiner directement des routes et des voies ferrées sur la carte. Les villes peuvent également être partagés entre les joueurs via WiiConnect24. Les conseillers du jeu ont été conçus pour ressembler aux personnages de MySims.
Semblable à SimCity 4, SimCity Creator dispose d'un cycle jour et nuit, ainsi que d'un cycle saisonnier, comme dans la version SNES de SimCity. Les joueurs peuvent provoquer des catastrophes sur leur ville, comme des dinosaures, des robots géants, des tornades, des aliens, des incendies, et des impacts de météorites.

### Construction

#### Zones
Dans SimCity Creator, les zones de construction peuvent être segmenté par type de développement et de densité. Le joueur peut aussi construire un site d'enfouissement pour y stocker des déchets. Chaque zone est codé par couleur :
- Résidentiel (jaune) : zone de logement pour les Sims.

Cette zone de bâtiments comprennent des maisons de basse densité ainsi que des zones avec des appartements et des gratte-ciels à plus forte densité.
- Commercial (violet) : zone des magasins et bureaux.

Les Sims peuvent travailler dans des bureaux et magasins.
Les bureaux sont généralement construits dans les zones de fortes densités. 
Les hôtels et les restaurants sont parfois intégrés dans cette zone.
- Industriel (rouge): zone des usines et entrepôts.

Les Sims peuvent travailler ici, mais cette abaisse la valeur des terres et pollue l'air.

#### Transport
Les zones doivent être reliés par des voies de communication. Le joueur a le choix entre routes et autoroutes.
Les routes et les rues sont des lignes de transport conçus pour les voitures, les autobus et les camions. Elles peuvent être soit en courbées ou droites, et disposées conduire en carrefours ou ronds-points. Les congestions peuvent causer de la pollution.
Les autoroutes possèdent quatre voies et les voitures y roulent plus vite que sur les routes. Cependant, elles nécessitent des rampes d'accès.
Il n'est pas possible d'en construire au-dessus des rivières. Toutefois, la construction d'une route ou d'un chemin de fer au-dessus d'une rivière crée automatiquement un pont.
Les chemins de fer sont conçus pour les trains. Cependant, ils nécessitent des gares, même si elles réduisent l'encombrement de la circulation.
Les métros sont construits sous terre de sorte qu'ils ne nécessitent pas de détruire les bâtiments, ce qui en fait un des choix les plus raisonnables pour les villes denses. Ils sont plus coûteux à construire que d'ordinaire, les rendant plus judicieux de ne pas les utiliser pour lier les parties de la ville qui sont éloignés les unes des autres.
Les stations de métro sont également plus petits que les gares, occupant un carré de 1 × 1 contre un carré de 3 × 3 pour les gares.
Les ports maritimes sont utilisés pour les bateaux, ils augmentent la demande industrielle.
Les aéroports sont utilisés pour les avions. Si un aéroport est construit, le joueur verra des avions, hélicoptères, dirigeables et montgolfières au-dessus de sa ville, en particulier près de l'aéroport.
Les aéroports augmentent également la demande commerciale et permet la réalisation de plusieurs missions d'aviation.

## Développement
Le jeu a été annoncé le 12 février 2008 sous la licence Sims par Nancy Smith, avec les jeux SimAnimals, MySims Kingdom, et MySims Party.

## Accueil
Le jeu a reçu des critiques mitigées, avec un classement de 67 sur 100, basé sur 17 évaluations. IGN a donné au jeu la note globale de 5,9/20 avec la mention « Médiocre ».